# Jack Ragland
Jack Williamson Ragland, född 9 oktober 1913 i Hutchinson i Kansas, död 14 juni 1996 i Tucson i Arizona, var en amerikansk basketspelare. Ragland blev olympisk mästare i basket vid sommarspelen 1936 i Berlin.